# Cesana Brianza
Cesana Brianza é uma comuna italiana da região da Lombardia, província de Lecco, com cerca de 2.265 habitantes. Estende-se por uma área de 3 km², tendo uma densidade populacional de 755 hab/km². Faz fronteira com Annone di Brianza, Bosisio Parini, Canzo (CO), Civate, Eupilio (CO), Pusiano (CO), Suello.

## Demografia
| Variação demográfica do município entre 1861 e 2011                               |
|                                                                                   |
| Fonte: Istituto Nazionale di Statistica (ISTAT) - Elaboração gráfica da Wikipedia |